# Le Retour des Trois Caballeros
"Le Retour des Trois Caballeros" est une histoire en bande dessinée de Keno Don Rosa. Elle met en scène Donald Duck, ses neveux Riri, Fifi et Loulou, mais aussi ses vieux amis José Carioca et Panchito Pistoles. Ces deux derniers réapparaîtront en 2005 dans l'épisode Les Sept fantastiques Caballeros (moins quatre), du même auteur.

## Synopsis
Donald conduit ses neveux au jamboree mexicain junior des Castors Juniors, dans l’État de Chihuahua. Peu après, Donald se rend dans un hôtel de El Divisadero, où se trouve justement un de ses vieux amis, le Brésilien José Carioca. Celui-ci échappe au bandit Alfonso Bedoya, dont il draguait la petite amie et qui essaie alors de le tuer. Les deux amis parviennent à s'échapper, puis, évoquant le bon vieux temps, décident de revenir pour donner une leçon à Alfonso. Mais Donald se trompe de chemin et ils se retrouvent perdus dans les Barrancas del Cobre (« Canyons de Cuivre » en français).

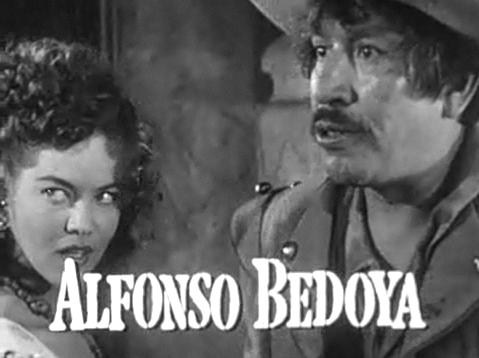
Alfonso Bedoya, acteur mexicain qui inspira l'antagoniste de l'histoire.

Tout d'un coup, ils sont mis en joue par le Mexicain Panchito Pistoles, leur vieil ami, qui croyait avoir affaire au bandit. Panchito explique qu'il a trouvé une carte de la ville perdue de Tayopa (en), une ville minière d'argent légendaire. Ils la trouvent ensevelis par la lave d'un volcan voisin depuis la fin du XVIIe s ; seul en émerge le clocher de l'église. En raison de ses nombreuses chasses au trésor avec son oncle Balthazar Picsou et ses neveux, Donald a acquis quantité d'informations sur l'Histoire. Il a notamment appris que les mines des colonies espagnoles d'Amérique étaient exploitées par les Jésuites et que leurs missions servaient de couverture pour les mines secrètes. Ainsi, il est en mesure d'identifier l'église comme le quartier général de la mine d'argent Tayopa, alors les amis descendent et trouvent des barils en bois remplis d'argent pur cachés dans une chambre secrète.

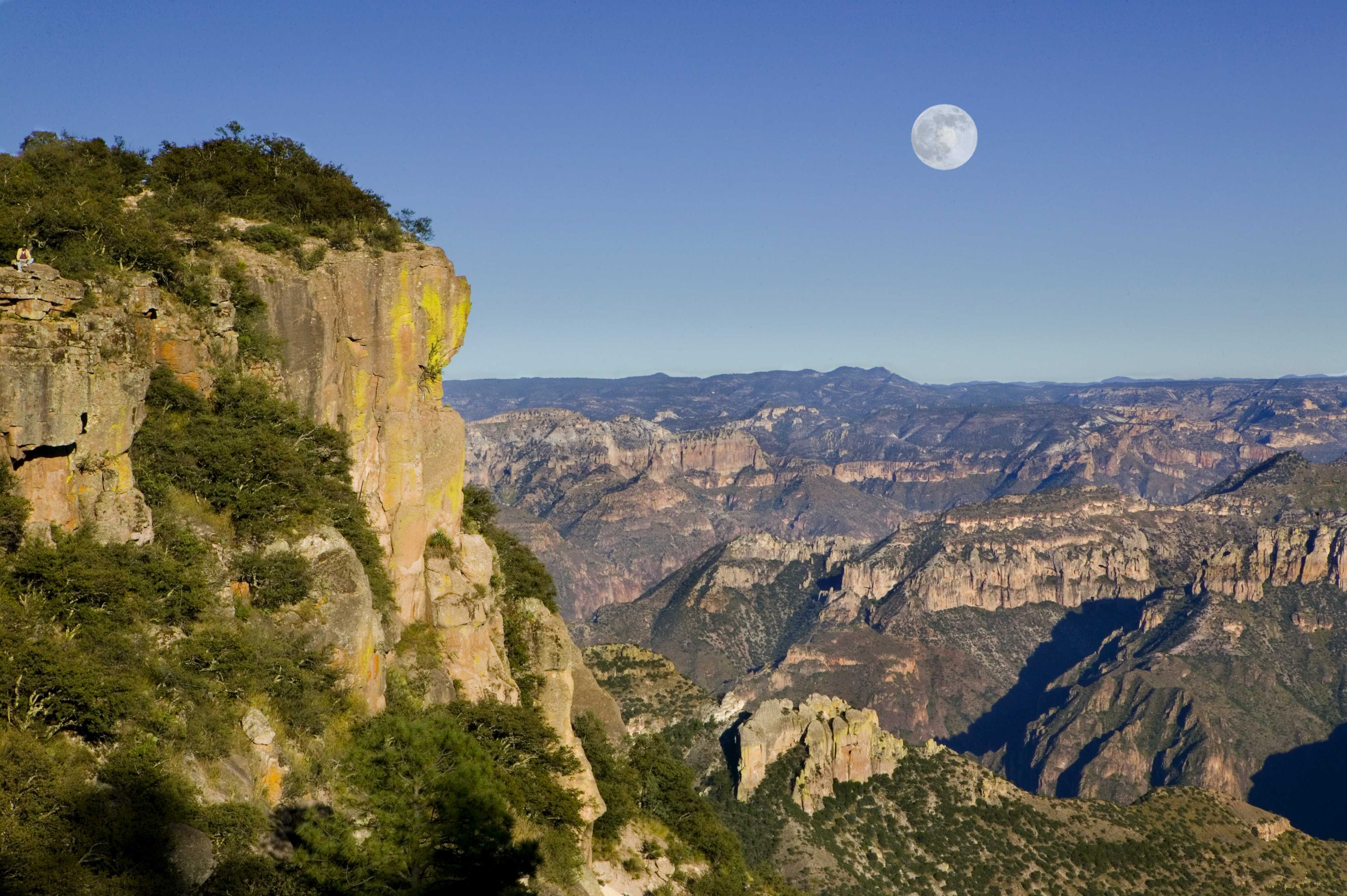
Divisadero, Barranca del cobre

Ils le transportent jusqu'au village Cuiteco et le mettent dans un train de la ligne de chemin de fer Chihuahua-Pacifique, le menant à la ville d'El Divisadero. Mais sur place, ils retrouvent Alfonso Bedoya, qui parvient à s'enfuir avec leur trésor. Les trois caballeros se lancent donc à sa poursuite grâce à la voiture de Donald...

## Fiche technique
- Histoire noD 2000-002.
- Éditeur : Egmont.
- Titre de la première publication : De tre caballeros vender tilbage (danois).
- Titre en anglais : The Three Caballeros Ride Again.
- Titre en français : Le retour des 3 Caballeros.
- 28 planches.
- Auteur et dessinateur : Don Rosa.
- Premières publications : Anders And Co (Danemark), 2000.
- Première publication aux États-Unis : Walt Disney's Comics and Stories 635, 2003.
- Première publication en France : Picsou Magazine no 351, avril 2001[1].

## Références historiques et culturelles

Logo du film Les Trois Caballeros

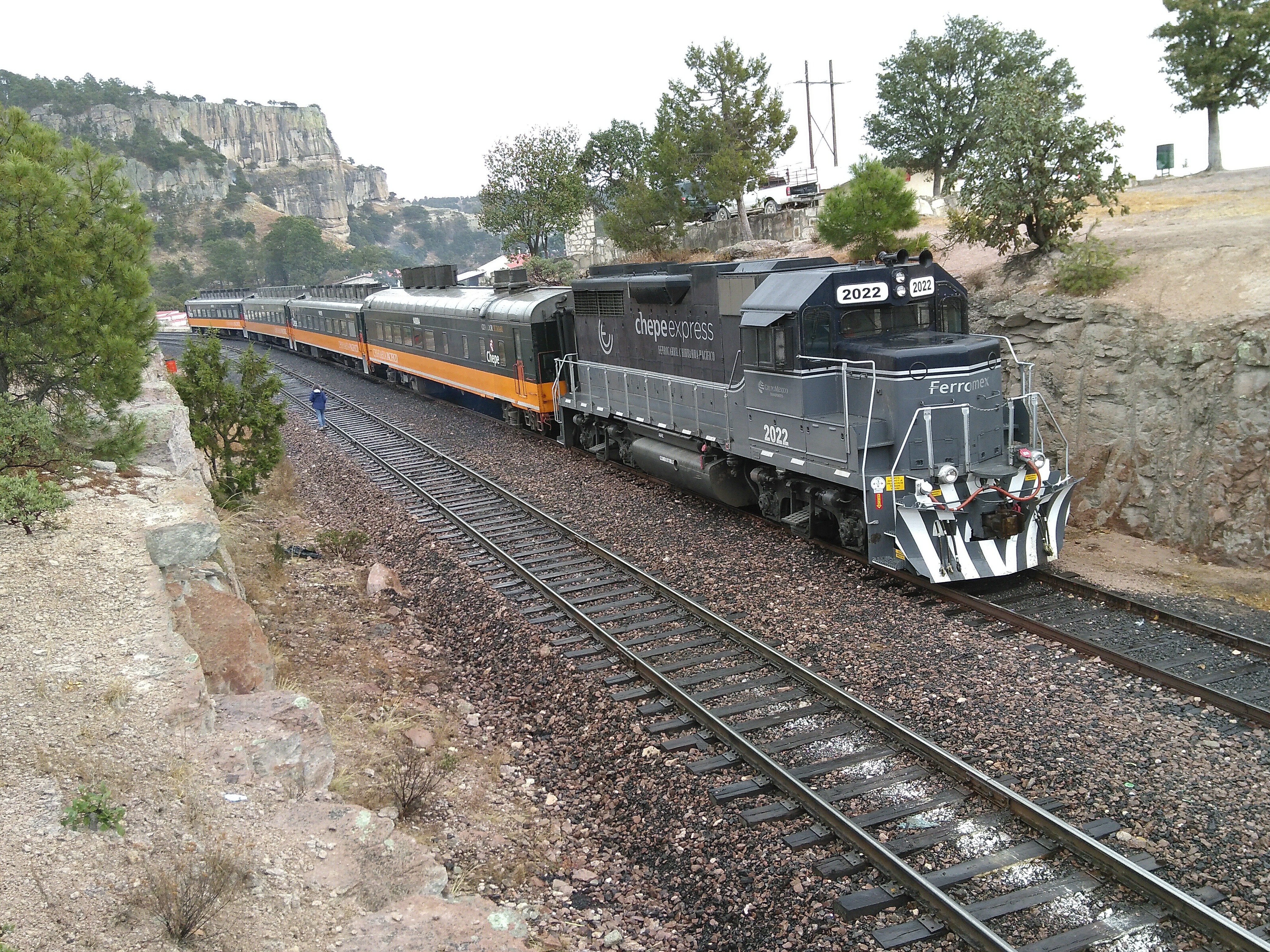
Train primera express à Divisadero.